# Mariam

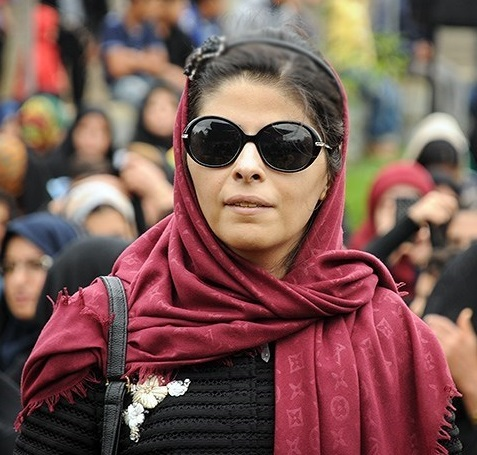
Maryam Heydarzadeh, 2016

Mariam eller Maryam, från det hebreiska Miriam, är ett flicknamn som på ett antal olika språk motsvarar det svenska Maria. I engelsktalande länder används stavningen Maryam.
Den 31 december 2005 fanns det 1456 kvinnor i Sverige som hette Mariam, 1244 av dessa hade namnet som tilltalsnamn/förstanamn. Det fanns 10 män som hette Mariam, ingen av dessa hade namnet som tilltalsnamn/förstanamn.

## Personer som heter Mariam/Maryam
- Mariam Osman Sherifay, svensk politiker
- Maryam d'Abo, brittisk skådespelerska
- Mariam Kachelisjvili, georgisk sångerska
- Maryam Yazdanfar, svensk riksdagsledamot
- Maryam Heydarzadeh, persisk poet
- Maryam Hosseinkhah, iransk journalist
- Maryam Yusuf Jamal, bahrainsk friidrottare